# Francesco Burdin
Francesco Burdin (Trieste, 1916 – Roma, 15 dicembre 2003) è stato uno scrittore italiano.

## Biografia
Nato a Trieste da genitori originari di Cormons, studiò a Trieste, Torino e poi a Roma, dove conseguì la laurea in Lettere. Nel 1938 debuttò con un racconto; nel 1941 sposò Nadeya Sonnino. Partecipò alla Seconda guerra mondiale come guardia di frontiera: dopo l'armistizio di Cassibile tornò a Roma. Collaborò poi con la RAI in varie vesti, sia a livello locale che nazionale; nel 1964 uscì il suo primo romanzo, intitolato Caduta in Piazza del Popolo. 

## Premi e riconoscimenti
- Nel 1971 vinse il Premio Nazionale Letterario Pisa;[2]
- Nel 1972 ricevette il Premio Teramo per un racconto inedito
- Nel 1974 vinse il Premio Sila sezione narrativa per Marzo è il mese più crudele.[3]
- Nel 1985 vinse il Premio Flaiano per la narrativa
- Nel 1988 vinse il Premio Pozzale Luigi Russo per la narrativa.

## Opere

### Narrativa
- Caduta in Piazza del Popolo, Bologna, Cappelli, 1964
- Scomparsa di Eros Sermoneta, Milano, Rizzoli, 1967
- Eclisse di un Vice Direttore Generale, Milano, Rizzoli, 1969
- Racconti, Teramo, EIT, 1972
- Il viaggio a Varsavia, Padova, Marsilio, 1973
- Marzo è il mese più crudele, Bari, De Donato, 1973
- Antropomorfo, Padova, Marsilio, 1979
- Memoriale di un aspirante alla carriera diplomatica, Firenze, Le Monnier, 1980
- Davenport. Il trionfo di una esistenza postuma, Milano, Spirali, 1983
- L'Amorfo, Milano, Rusconi, 1986
- Ai miei popoli, Trieste, Dedolibri, 1988
- Manes. Sette variazioni su un tema universale, Firenze, Vallecchi, 1988
- Frammenti di un mondo in bilico, Gorizia, Istituto giuliano, 1991
- Apoteosi di un libertino, Milano, Spirali, 1993
- La frontiera rovesciata, Gorizia, Libreria editrice goriziana, 1997
- Cinque memoriali da Vienna, Venezia, Marsilio, 2001